# Draaiorgel Het Snotneusje

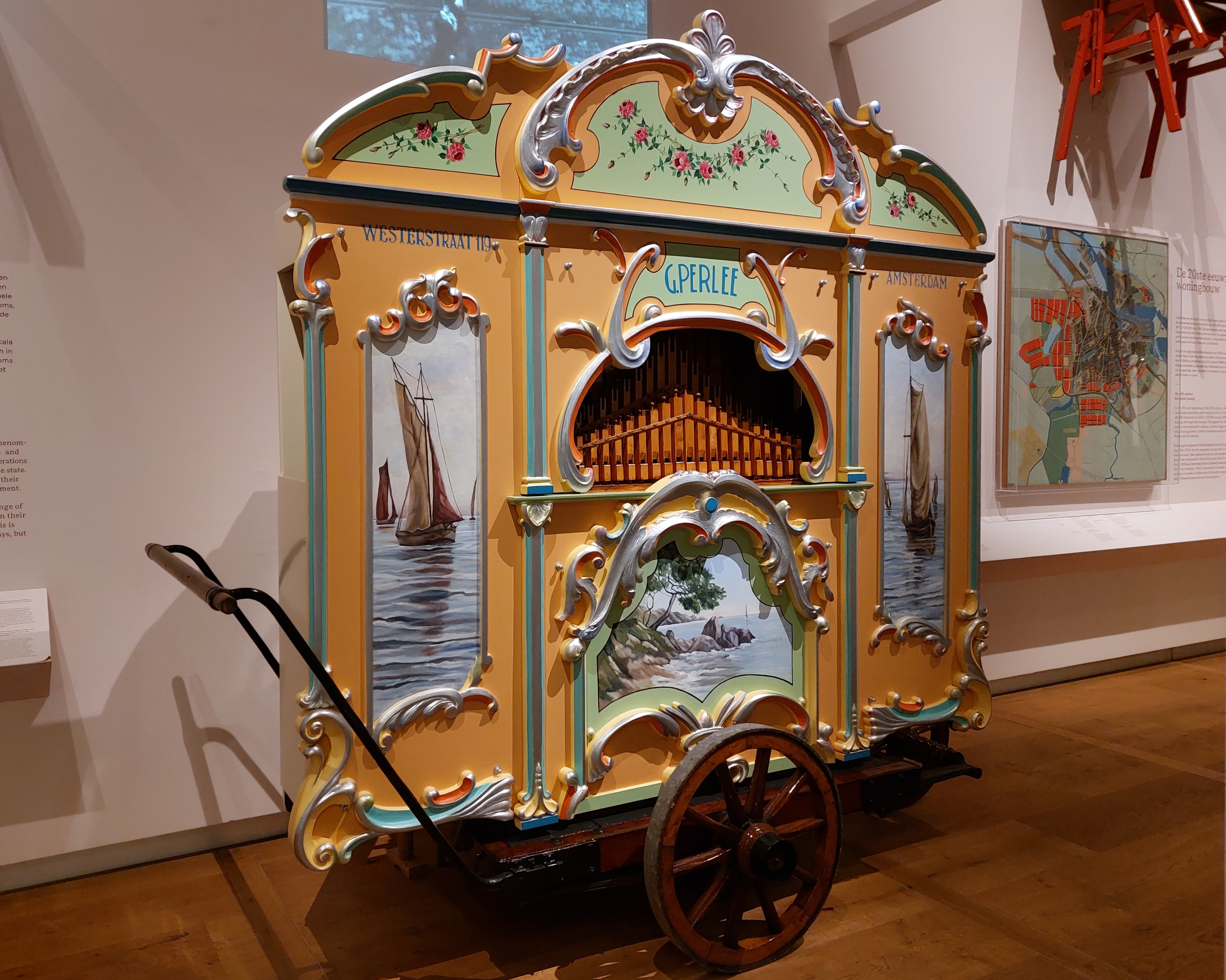
Draaiorgel Het Snotneusje in het Amsterdam Museum

Draaiorgel Het Snotneusje is een 48-toets draaiorgel uit omstreeks 1938, gebouwd door Karel Struys; een halfbroer van de bekende orgelbouwer Gijs Perlee van het gelijknamige orgelbedrijf G. Perlee.
Het orgel heeft een hoogte van 270 cm, een breedte van 316 cm en een diepte van 149,5 cm. In 1940 werden geluidsnamen van het orgel op een 78 toerenplaat gezet. De bellendames van het orgel komen uit draaiorgel de Gouwe.
Op 7 mei 1945 speelde het instrument van de firma G. Perlee op de Dam in Amsterdam tijdens de verwachte intocht van de Canadese bevrijders toen Duitse soldaten het vuur openden op de menigte. In paniek zochten mensen dekking – ook achter het draaiorgel. Hiervan zijn foto's overgeleverd. Het draaiorgel zou mensen goede dekking hebben geboden. Tijdens deze schietpartij op de Dam vielen zeker 32 doden en een nog onbekend aantal gewonden, maar in elk geval meer dan honderd. Het orgel werd door kogels geraakt en na de schietpartij reed er een auto van de Grüne Polizei tegenaan. De schade bleek mee te vallen.
Op 15 december 1992 werd Het Snotneusje, de stille getuige van het drama, gekocht door het Amsterdams Historisch Museum, die het vanwege het historische karakter in het bezit wilde hebben. Bij de restauratie in 1992 werden twee kogels van 9×19mm Parabellum-patronen aangetroffen. Deze kunnen in meerdere soorten wapens gebruikt worden, waardoor het niet is na te gaan met welk wapen ze werden afgeschoten.
Voor 75 jaar Bevrijdingsdag in 2020 werd het orgel gerestaureerd, waarbij de kogelgaten wegens het historische karakter weer zichtbaar werden gemaakt. De kleuren van de schildering werden teruggebracht tot die uit 1940. Dat was geen makkelijke opgave, want er waren alleen zwart-witfoto's voorhanden. Het was de bedoeling dat het draaiorgel bij de bevrijdingsfeesten dat jaar weer op de Dam zou spelen, maar de coronacrisis gooide roet in het eten; de feesten werden afgelast. Desondanks was het draaiorgel op 5 mei 2020 even op de Dam.